# 장말손 적개공신교서
장말손 적개공신교서(張末孫 敵愾功臣敎書)는 대한민국 경상북도 영주시에 있는, 세조 13년(1467)에 이시애의 난을 평정하는데 수훈을 세운 45인의 공신들에게 내린 교서이다. 1976년 4월 23일 대한민국의 보물 제604호로 지정되었다.

## 개요
장말손 적개공신교서(張末孫 敵愾功臣敎書)은 세조 13년(1467)에 이시애의 난을 평정하는데 수훈을 세운 45인의 공신들에게 내린 교서로서, 그 가운데 장말손은 2등공신으로 선정되어 적개공신의 교서를 받았다.
장말손의 후손인 장덕필씨가 소장하고 있으며, 이것 외에 적개공신문헌으로『적개공신회맹록』도 같이 보존되어 왔으나 이 회맹록은 불에 타서 그 일부가 훼손되고 45인의 적개공신에게 내린 교서가운데 유일하게나마 확인된 것은 이 것뿐이다.
이 교서의 크기는 가로 150㎝, 세로 30㎝이며, 공신들 전원의 이름이 적혀있고, '시명지보(施命之寶)'라는 국왕의 직인이 찍혀있다.

## 같이 보기
- 장말손

## 참고 자료
- 장말손 적개공신교서 - 국가유산청 국가유산포털